# Дебриц, Сара
Сара Илонка Дебриц (нем. Sara Ilonka Däbritz; род. 15 февраля 1995, Амберг, Бавария, Германия) — немецкая футболистка, полузащитник французского клуба «Лион» и национальной сборной Германии. Олимпийская чемпионка 2016 года, чемпионка Европы 2013 года.

## Карьера

### Клубная карьера
Свою юношескую карьеру Сара Дебриц начала в клубах «Вейден» и «Фрайбург», после чего в 2012 году вошла в состав взрослой команды «Фрайбурга». Летом 2015 года она перешла в мюнхенскую «Баварию», с которой в первом же сезоне выиграла Бундеслигу, а в 2019 году подписала 3-летний контракт с французским «ПСЖ».

### Карьера в сборной
Сара Дебриц с 2010 года выступала за различные юношеские и молодёжные команды Германии, став в их составах победителем чемпионата Европы 2012 года среди девушек до 17 лет и чемпионата мира 2014 года среди девушек до 20 лет.
За главную женскую команду страны спортсменка дебютировала 29 июня 2013 года, выйдя на 78-й минуте на замену в товарищеском матче против японок. Несмотря на то, что 18-летняя Дебриц к моменту старта чемпионата Европы 2013 года провела за сборную лишь несколько минут, главный тренер команды Сильвия Найд включила её в заявку на турнир, ставший для немок победным. Спустя два года футболистка также была вызвана в национальную команду для участия в чемпионате мира, проходившем в Канаде, и уже в дебютном матче против Кот-д’Ивуара, выйдя на замену в перерыве, забила свой первый гол за сборную.
В 2016 году Сара Дебриц приняла участие в женском футбольном турнире на Олимпийских играх в Рио-де-Жанейро, ставшем для сборной Германии триумфальным. На Олимпиаде девушка приняла участие в пяти матчах своей командой и трижды смогла отличиться забитыми мячами.

#### Список матчей за сборную
| Матчи и голы Сары Дебриц за сборную Германии | Матчи и голы Сары Дебриц за сборную Германии | Матчи и голы Сары Дебриц за сборную Германии | Матчи и голы Сары Дебриц за сборную Германии | Матчи и голы Сары Дебриц за сборную Германии | Матчи и голы Сары Дебриц за сборную Германии | Матчи и голы Сары Дебриц за сборную Германии |
| №                                            | Дата                                         | Соперник                                     | Счёт                                         | Голы                                         | Соревнование                                 |                                              |
| -------------------------------------------- | -------------------------------------------- | -------------------------------------------- | -------------------------------------------- | -------------------------------------------- | -------------------------------------------- | -------------------------------------------- |
| 1                                            | 29 июня 2013                                 | Япония                                       | 4:2                                          | —                                            | Товарищеский матч                            |                                              |
| 2                                            | 17 июля 2013                                 | Норвегия                                     | 0:1                                          | —                                            | ЖЧЕ-2013                                     |                                              |
| 3                                            | 21 июля 2013                                 | Италия                                       | 1:0                                          | —                                            | ЖЧЕ-2013                                     |                                              |
| 4                                            | 21 сентября 2013                             | Россия                                       | 9:0                                          | —                                            | Отборочный матч ЖЧМ-2015                     |                                              |
| 5                                            | 26 октября 2013                              | Словения                                     | 13:0                                         | —                                            | Отборочный матч ЖЧМ-2015                     |                                              |
| 6                                            | 30 октября 2013                              | Хорватия                                     | 4:0                                          | —                                            | Отборочный матч ЖЧМ-2015                     |                                              |
| 7                                            | 23 ноября 2013                               | Словакия                                     | 6:0                                          | —                                            | Отборочный матч ЖЧМ-2015                     |                                              |
| 8                                            | 5 марта 2014                                 | Исландия                                     | 5:0                                          | —                                            | Кубок Алгарве 2014                           |                                              |
| 9                                            | 7 марта 2014                                 | Китай                                        | 1:0                                          | —                                            | Кубок Алгарве 2014                           |                                              |
| 10                                           | 10 марта 2014                                | Норвегия                                     | 3:1                                          | —                                            | Кубок Алгарве 2014                           |                                              |
| 11                                           | 7 июня 2015                                  | Кот-д’Ивуар                                  | 10:0                                         | 1                                            | ЖЧМ-2015                                     |                                              |
| 12                                           | 11 июня 2015                                 | Норвегия                                     | 1:1                                          | —                                            | ЖЧМ-2015                                     |                                              |
| 13                                           | 15 июня 2015                                 | Таиланд                                      | 4:0                                          | 1                                            | ЖЧМ-2015                                     |                                              |
| 14                                           | 26 июня 2015                                 | Франция                                      | 1:1 (пен. 5:4)                               | —                                            | ЖЧМ-2015                                     |                                              |
| 15                                           | 4 июля 2015                                  | Англия                                       | 0:1                                          | —                                            | ЖЧМ-2015                                     |                                              |
| 16                                           | 3 августа 2016                               | Зимбабве                                     | 6:1                                          | 1                                            | ОИ-2016                                      |                                              |
| 17                                           | 6 августа 2016                               | Австралия                                    | 2:2                                          | 1                                            | ОИ-2016                                      |                                              |
| 18                                           | 12 августа 2016                              | Китай                                        | 1:0                                          | —                                            | ОИ-2016                                      |                                              |
| 19                                           | 16 августа 2016                              | Канада                                       | 2:0                                          | 1                                            | ОИ-2016                                      |                                              |
| 20                                           | 19 августа 2016                              | Швеция                                       | 2:1                                          | —                                            | ОИ-2016                                      |                                              |

Итого: 70 матчей / 16 голов; 19 побед, 8 ничьих, 10 поражений

## Достижения

### Командные

#### «Бавария»
- Чемпионка Германии: 2015/2016

#### «Пари Сен-Жермен»
- Чемпион Франции: 2020/2021
- Обладательница Кубка Франции: 2021/2022

#### «Олимпик Лион»
- Чемпион Франции: 2022/2023
- Обладательница Кубка Франции: 2022/2023
- Обладательница Суперкубка Франции: 2022, 2023

### Международные
- Олимпийский чемпион: 2016
- Чемпионка Европы: 2013
  - Серебряный призёр : 2022
- Обладательница Кубка Алгарве: 2014
- Бронзовый призёр Кубка Алгарве: 2015
- Чемпионка мира до 20 лет: 2014
- Чемпионка Европы до 17 лет: 2012

### Личные
- «Бронзовая бутса» чемпионата мира среди девушек до 20 лет: 2014
- Медаль Фрица Вальтера: 2012 — бронзовая, 2013 — серебряная, 2014 — золотая[13]
- «Серебряный лавровый лист»: 2016